# Amir Garrett
Amir Garrett (né le 3 mai 1992 à Victorville, Californie, États-Unis) est un lanceur gaucher des Royals de Kansas City de la Ligue majeure de baseball.

## Carrière
Amir Garrett est repêché par les Reds de Cincinnati au 22e tour de sélection en 2011. Il joue au basket-ball pour le Red Storm de l'université de Saint John mais choisit de faire carrière au baseball.
Il fait ses débuts dans le baseball majeur le 7 avril 2017 comme lanceur partant des Reds de Cincinnati et remporte sa première victoire après avoir blanchi les Cardinals de Saint-Louis, à qui il n'accorde que deux coups sûrs en 6 manches.